# Макіно (Іллінойс)
Макіно (англ. Mackinaw) — селище (англ. village) в США, в окрузі Тазвелл штату Іллінойс. Населення — 1879 осіб (2020).

## Географія
Макіно розташоване за координатами 40°32′2″ пн. ш. 89°21′20″ зх. д. / 40.53389° пн. ш. 89.35556° зх. д. (40.533917, -89.355461).  За даними Бюро перепису населення США в 2010 році селище мало площу 3,57 км², з яких 3,49 км² — суходіл та 0,08 км² — водойми.

## Демографія
Згідно з переписом 2010 року, у селищі мешкало 1950 осіб у 746 домогосподарствах у складі 540 родин. Густота населення становила 547 осіб/км².  Було 799 помешкань (224/км²).
Расовий склад населення:
| - 97,7 % — білих - 0,7 % — чорних або афроамериканців - 0,4 % — азіатів - 0,2 % — корінних американців |

До двох чи більше рас належало 0,9 %. Частка іспаномовних становила 1,7 % від усіх жителів.
За віковим діапазоном населення розподілялося таким чином: 28,4 % — особи молодші 18 років, 58,2 % — особи у віці 18—64 років, 13,4 % — особи у віці 65 років та старші. Медіана віку мешканця становила 35,4 року. На 100 осіб жіночої статі у селищі припадало 97,6 чоловіків;  на 100 жінок у віці від 18 років та старших — 95,2 чоловіків також старших 18 років.
Середній дохід на одне домашнє господарство  становив 66 231 долар США (медіана — 57 188), а середній дохід на одну сім'ю — 78 346 доларів (медіана — 73 359). Медіана доходів становила 55 147 доларів для чоловіків та 33 929 доларів для жінок. За межею бідності перебувало 10,8 % осіб, у тому числі 13,9 % дітей у віці до 18 років та 3,1 % осіб у віці 65 років та старших.
Цивільне працевлаштоване населення становило 1180 осіб. Основні галузі зайнятості: освіта, охорона здоров'я та соціальна допомога — 27,8 %, виробництво — 14,2 %, будівництво — 11,8 %.